# Scleria pilosa
Scleria pilosa là loài thực vật có hoa trong họ Cói. Loài này được Boeckeler miêu tả khoa học đầu tiên năm 1874.